# 女拓
女拓（にょたく）は、魚拓を人間の女性で行うものである。

## 概要
魚拓には直接法と間接法があるが、女拓はもっぱら直接法が好まれる。全身に墨やペンキを塗り大きな和紙や布を押し当てるか、それらの上に横たわることで、写し取る。手軽に部分だけで行う場合もある。モノクロコピー機を使った場合は、出来上がりの見た目が似ているので、拓と命名されるが、本来別モノである。唇でやった場合は、キスマークと呼ばれ、唇拓とは言わない。
芸術家イブ・クラインが行った人体測定が有名。日本では雛形あきこがプロモーションの手段として、首から下での水着着用で女拓を取り、タオルケットとして複製し、販売された。他、小泉今日子が結婚前に、人体計測の真似事をやり、その様子を撮影した写真を写真集に掲載したこともある。
アダルトビデオでは、タレントをペンキでカラフルに塗りたくり、シーツを押し当て、実物のシーツを懸賞商品とした例もある。女性に墨やペンキを塗りたくることが目的の場合は女拓とは呼ばず、ボディペインティングの一種と見なす。

## 嶋本昭三の芸術表現
NHKの番組『にんげんドキュメント』の2005年7月8日放送の「オリジナルを突っ走れ〜現代美術家 嶋本昭三」において、現代美術家・嶋本昭三による女拓の映像が流れた。モデルは成人女性一人と、母親と幼い娘の2人組。母子が全裸で抱き合う姿が写しとられ、一部ネットコミュニティで話題となった。